# EinsteinBarbie
EinsteinBarbie is een Nederlandse popband.

## Geschiedenis
EinsteinBarbie werd opgericht in 2007 in Amsterdam door zangeres Stella Bergsma en musicus Steven de Munnik.
In 2009 werd de band uitgenodigd voor het Unsigned project van Muziek Centrum Nederland. Hierna was de band onder meer te zien en te horen bij Spuiten en Slikken, 3VOOR12, Radio 6 en Kink FM. Ook trad de band op als voorprogramma van Wouter Hamel, op de Jazz Promenade en op North Sea Round Town, en maakte de band deel uit van de Popronde.
In 2012 bereikte de groep de finale van de Grote Prijs van Nederland voor bands en brachten zij hun single Petty Cash uit. De single werd geproduceerd door Jürgen Perier en de videoclip voor de single werd geregisseerd door Doesjka van Hoogdalem. In 2013 verscheen de single Cool Like That. In de bijbehorende videoclip speelt popmuziek expert Leo Blokhuis de rol van James Bond. De videoclip is gebaseerd op een gebeurtenis van de moeder van frontvrouw Stella Bergsma in de jaren 70, toen zij een onenightstand met de Schotse acteur Sean Connery zou hebben gehad.

In 2017 komt de band in een nieuwe bezetting weer bij elkaar om het nummer Chitchat op te nemen voor What The World Needs Now, een online platform voor muzikanten die met hun muziek een bijdrage willen leveren aan een tolerante samenleving, opgericht door Leo Blokhuis en Guuz Hoogaerts. Het nummer Cool Like That wordt in maart 2017 in de Amerikaanse televisieserie Jane the Virgin gebruikt.

## Discografie

### Singles
| Single met eventuele hitnotering(en) in de Nederlandse Top 40 | Datum van verschijnen | Datum van binnenkomst | Hoogste positie | Aantal weken | Opmerkingen |
| ------------------------------------------------------------- | --------------------- | --------------------- | --------------- | ------------ | ----------- |
| Petty Cash                                                    | 2012                  | -                     |                 |              |             |
| Cool Like That                                                | 2013                  | -                     |                 |              |             |